# NGC 3038
NGC 3038 je galaksija u zviježđu Zračnoj pumpi.

## Vanjske poveznice
- SEDS: NGC 3038